# ウィリアム・スタインカンプ
ウィリアム・スタインカンプ（William Steinkamp, 1953年6月9日 - ）は、アメリカ合衆国の映画編集技師。
やはり映画編集技師であるフレドリック・スタインカンプの息子。1980年から父と共に編集の仕事を務める。1999年からは父の後を引き継いでシドニー・ポラック作品の主要編集技師となり、ポラックが2005年に亡くなるまで務めた。
アメリカ映画編集者協会の会員である。

## 主なフィルモグラフィー
- トッツィー Tootsie (1982)
- カリブの熱い夜 Against All Odds (1982)
- ホワイトナイツ/白夜 White Nights (1985)
- 愛と哀しみの果て Out of Africa (1985)
- バーグラー Burglar (1987)
- ベビーシッター・アドベンチャー Adventures in Babysitting (1987)
- 3人のゴースト Scrooged (1989)
- 恋のゆくえ/ファビュラス・ベイカー・ボーイズ The Fabulous Baker Boys (1989)
- ハバナ Havana (1990)
- お気にめすまま Man Trouble (1991)
- セント・オブ・ウーマン/夢の香り Scent of a Woman (1992)
- ザ・ファーム 法律事務所 The Firm (1993)
- ヘブンズ・プリズナー Heaven's Prisoners (1996)
- 評決のとき A Time to Kill (1996)
- コレクター Kiss the Girls (1997)
- グッバイ・ラバー Goodbye Lover (1997)
- マムフォード先生 Mumford (1999)
- ランダム・ハーツ Random Hearts (1999)
- ハートブレイカー Heartbreakers (2001)
- サウンド・オブ・サイレンス Don't Say A Word (2001)
- ニューオーリンズ・トライアル Runaway Jury (2003)
- ザ・インタープリター The Interpreter (2005)
- 奇跡のシンフォニー August Rush (2005)
- エクスプレス 負けざる男たち（英語版） The Express (2008)
- ロビイストの陰謀 Casino Jack (2009)
- クーリエ 過去を運ぶ男 The Courier (2011)
- ダークウォーター ～奪われた水の真実～ A Dark Truth (2012)
- ブレンダン・フレイザー 追撃者 Breakout (2013)
- アメイジング・ジャーニー 神の小屋より The Shack (2017)